# Tugimaantee 73
De Tugimaantee 73 is een secundaire weg in Estland. De weg loopt van Tõrva naar Pikasilla en is 12,0 kilometer lang. 